# Новий Світ (Рівненський район)
Но́вий Світ — село в Україні, у Рівненському районі Рівненської області. Населення становить 66 осіб.

## Географія
Село розташоване на лівому березі річки Збитинки.

## Населення
Згідно з переписом УРСР 1989 року чисельність наявного населення села становила 55 осіб, з яких 26 чоловіків та 29 жінок.
За переписом населення України 2001 року в селі мешкало 65 осіб.

### Мова
Розподіл населення за рідною мовою за даними перепису 2001 року:
| Мова       | Відсоток |
| ---------- | -------- |
| українська | 98,48 %  |
| російська  | 1,52 %   |